# ماركو كوبليار
ماركو كوبليار (بالكرواتية: Marko Kopljar) مواليد 12 فبراير 1986 في كرواتيا، هو لاعب كرة يد كرواتي يلعب كظهير أيمن. يلعب حاليا مع نادي فيسبرم لكرة اليد ويحمل الرقم 21. مثل منتخب كرواتيا لكرة اليد. شارك في دورة الألعاب الأولمبية الصيفية سنة 2012. حقق المركز الثاني في بطولة العالم لكرة اليد للرجال 2009.

## سجل المنافسة
شارك في البطولات التالية:
- بطولة العالم لكرة اليد للرجال 2015
- بطولة أوروبا لكرة اليد للرجال 2012
- بطولة أوروبا لكرة اليد للرجال 2014
- بطولة أوروبا لكرة اليد للرجال 2016
- الألعاب الأولمبية الصيفية 2012
- الألعاب الأولمبية الصيفية 2016

## الميداليات
| الميدالية | المسابقة                           |
| --------- | ---------------------------------- |
| برونزية   | الألعاب الأولمبية الصيفية 2012     |
| فضية      | بطولة العالم لكرة اليد للرجال 2009 |
| برونزية   | بطولة العالم لكرة اليد للرجال 2013 |
| فضية      | بطولة أوروبا لكرة اليد للرجال 2010 |
| برونزية   | بطولة أوروبا لكرة اليد للرجال 2012 |

## روابط خارجية
- ماركو كوبليار على موقع الاتحاد الأوروبي لكرة اليد (الإنجليزية)
- ماركو كوبليار على موقع الاتحاد الفرنسي لكرة اليد (الفرنسية)
- ماركو كوبليار على موقع أوليمبيديا (الإنجليزية)